# Koloale FC
Koloale Football Club Honiara – klub piłkarski z Wysp Salomona z siedzibą w Honiarze. 

## Historia
Koloale Football Club Honiara został założony w 1998. Klub występował lokalnej Honiara FA League. Koloale wygrało te rozgrywki trzykrotnie w latach 2002–2009. W 2003 klub przystąpił do utworzonej  Solomon Islands S-League. Koloale wygrało inauguracyjną edycję w 2004. Potem wygrało S-League jeszcze trzykrotnie w 2008, 2010 i 2011.
Na arenie międzynarodowej największym sukcesem Koloale jest finał Ligi Mistrzów OFC w 2009, w którym uległo nowozelandzkiemu Auckland City 4-9. 

## Sukcesy
- Mistrzostwo Wysp Salomona (4): 2004, 2008, 2010, 2011.
- Mistrzostwo Honiary (3): 2002, 2004, 2009.
- Finał Ligi Mistrzów OFC (1): 2009.

## Reprezentanci kraju grający w klubie
| - George Suri - James Naka - Benjamin Totori - Gideon Omokirio - Shadrack Ramoni - Mostyn Beui - Joses Nawo - Henry Fa‘arodo | - Nelson Sale Kilifa - Alick Maemae - Felix Ray - Hadisi Aengari - Jeffery Bule - Freddie Kini - Nicholas Muri |